# Robert Kiprono Cheruiyot
Robert Cheruiyot Kiprono (sinh ngày 10 tháng 8 năm 1988) là một vận động viên marathon Kenya ]]. Anh được biết đến như là "một vận động viên marathon thật sự" do ít khi thi đấu các cự ly khác. Anh đã hoàn thành lần thi đấu thứ năm hoặc tốt hơn trong tất cả bốn chặng anh đã tham gia..
Lần thi đấu quốc tế đầu tiên của Cheruiyot là tại giải Marathon Frankfurt 2008 ]]. Vì anh đã không được kinh nghiệm, ông đã chạy theo cách riêng của mình. Anh đã khiến mọi người và cả bản thân mình bất ngờ khi giành chiến thắng trong cuộc đua với kỷ lục ghi được 02:07:21.
Trong năm 2009, Cheruiyot hoàn thành hạng thứ năm tại cuộc thi Alphen aan den Rijn và tiếp theo nó với một kết thúc thứ năm diễn ra ở giải marathon Boston năm 2009 sáu tuần sau đó với thời gian 2:10:06.  
Năm 2010, anh đã chiến thắng ở giải Marathon Boston và thiết lập kỉ lục thế giới mới. 